# San Fernando (Chiapas)
Pour les articles homonymes, voir San Fernando.
San Fernando est une municipalité du Chiapas, au Mexique. Elle couvre une superficie de 258,3 km2 et compte 39 204 habitants en 2015.